# De Dion-Bouton Type DE 2
Der De Dion-Bouton Type DE 2 ist ein Pkw-Modell aus der Anfangszeit des 20. Jahrhunderts. Hersteller war De Dion-Bouton aus Frankreich. Der Type DE 1 war ähnlich, hatte aber einen Einzylindermotor.

## Beschreibung
Die Zulassung durch die nationale Zulassungsbehörde erfolgte am 28. November 1911. Als erstes der schwach motorisierten Zweizylindermodelle dieses Herstellers hat es keinen Vorgänger.
Der Zweizylindermotor hat 66 mm Bohrung, 120 mm Hub, 821 cm³ Hubraum, war damals in Frankreich mit 6 Cheval fiscal (Steuer-PS) eingestuft und leistet etwa genauso viel PS. Er ist vorne im Fahrgestell montiert und treibt über ein Dreiganggetriebe und eine Kardanwelle die Hinterräder an. Der Wasserkühler befindet sich direkt vor dem Motor und hinter einem deutlich sichtbaren Kühlergrill.
Die Basis bildet ein Pressstahlrahmen. Der Radstand beträgt 1950 mm, die Spurweite 1150 mm. Eine Fahrzeuglänge von 2920 mm ist bekannt. Die Vorderräder haben zehn Speichen, die Hinterräder zwölf.
Bekannt sind Aufbauten als Phaeton und Coupé.
Das Modell wurde elf Monate lang produziert. Nachfolger wurde der Type DW 2, der am 28. Oktober 1912 seine Zulassung erhielt.